# キャメロン・タウンゼント

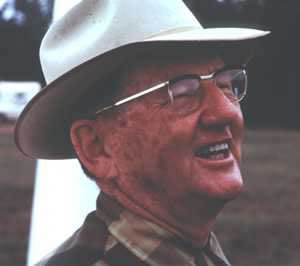
W・C・タウンゼント

ウィリアム・キャメロン・タウンゼント（William Cameron Townsend、1896年 - 1982年）は、アメリカ合衆国の宣教師で、ウィクリフ聖書翻訳協会の創設者である。

## 生涯
1896年にカリフォルニア州で生まれ、少年時代には貧しい生活を送った。大学生の時ジョン・モットを通して、世界宣教を志し、最初に南米グァテマラで聖書配布の活動をした。そして、自分の使命が聖書翻訳にあることを感じ、10年の歳月を経てカケチクアル語の新約聖書の翻訳を完成した。
1934年にタウンゼントはアメリカのオクラホマ州でウィクリフ聖書翻訳協会を設立し、指導者として協力なリーダーシップをもって団体を育て上げた。
宣教のためには、どのような独裁的な政府とも良好な関係を結んだり、カトリック教会や他宗教とも良好な関係を結ぼうとした。このことにより福音派陣営の内外から批判を受けた。しかし、タウンゼントは信念を貫き、1982年に死去する頃には、4500人の宣教師を有する、世界最大の宣教団体になった。

## 評価
- アメリカ合衆国の大衆伝道者ビリー・グラハムは「私達の時代で最も偉大な宣教師」と呼んだ。
- アメリカ合衆国の宣教学者ラルフ・ウィンターは「ウィリアム・ケアリー、ハドソン・テーラーに並ぶ偉大な三人の宣教師の一人である」と評価した。